# Горгофона
Горгофона (грч. Γοργοφόνη, лат. Gorgophona) је кћерка јунака Персеја и његове жене Андромеде.
Име Горгофона у преводу значи „Горгонин убица“ јер је њен отац Персеј убио Медузу, једну од Горгона.

## Митологија
Име Горгофоне се често јавља у античким митовима и због њених предака, као и због њених потомака. Она је централна личност у историји Спарте јер је била жена два истакнута краља. Први муж јој је био краљ Перија, а после његове смрти − према Паузанију − удала се за његовог наследника, краља Ебала.
Са краљем Перијем, владарем области на западу од Лаконије, Горгофона је имала два сина — Леукипа и Афареја који су били месенски краљеви.
Са краљем Ебалом, владарем Лаконије, Горгофона је имала три сина — Хипоконта, Тиндареја и Икарија. Прва двојица су били спартански краљеви, а трећи је био краљ Итаке.
Потомци Горгофинијих потомака се убрајају међу најистакнутије личности и јунаке грчких митова.
- Тиндарејеви синови су близанци Гемини — Кастор и Полидеук, а кћерке Клитемнестра и Хелена.
- Афарејови синови су Ида и Линкеј, а кћерка Пенелопа.